# Колдечі
Колдечі (*д/н —поч. XIII ст.) — хан з лукоморських половців.

## Життєпис
Походив з роду Урусобичів. Ймовірно, син хана Аккуша. Ім'я походить від qolda (допомагати, простягати руку) та da-g-čy, або qoldagčy (той, хто надає допомогу). За іншою версією від qoldačy (злидар).
Разом з останніми та своїми братами здійснював походи проти руських князівств. Особливо активно діяв разом з братом Кобаном. У 1190 році у відповідь на знищення своїх веж Колдечі разом з іншими ханами — Кобаном, Бегбарсом (небожем), Ярополком Томзаковичем, а також Кунтувдеєм, ханом торків, — здійснив похід до області річки Івлі (Інгулець), проте зазнав поразки. Подальша доля невідома, але діяв ще на початку 1200-х років.